# 明石町 (神戸市)
明石町（あかしまち）は兵庫県神戸市中央区の町名。郵便番号650-0037。

## 地理
神戸外国人居留地の西から2番目の道路沿いにあたる。北は三宮町、東は播磨町、南は海岸通、南西は前町、西は西町。丁目には分かれない。
商業地域。
『角川日本地名大辞典』によれば大丸神戸店、三菱銀行神戸ビル、住友生命神戸ビル、泰和ビル（フィリピン共和国総領事館）などがあったという。また、明海ビル（震災により倒壊）、日本毛織、大丸南1号別館など近代建築が残っていたという。

## 歴史
明石町とは元々居留地を南北に走る道路うち西から2番目の筋で、道幅11.7m、長さ325.8m。名前は有名な地名明石市に因んでおり、これは居留地の他の町と同様に著名な地名から付けられた。通りの名が行政上の町名として使用されるのは、1899年 (明治32年) の条約改正によって居留地が返還された後で、それまでは「居留地○番地」といった風に呼んでいた。

### 年表
- 1870年 (明治3年) - 神戸最初のキリスト教会（後の中山手カトリック教会）が設立、（1923年）(大正12年) に中山手通に移転するまでここに存在した。
- 1872年 (明治5年) - 各通りに名前が付けられる。
- 1899年 (明治32年) - 居留地返還により神戸市の町名になる。
- 1917年-1919年 (大正6-8年) - アメリカ領事館が置かれる。
- 1927年 (昭和2年) - 大丸屋呉服店（後の大丸神戸店）が元町通四丁目から移転。
- 1927年-1932年 (昭和2-7年) - ウルグアイ領事館が置かれた。
- 1930年 (昭和5年) - オランダ領事館が置かれる。
- 1934年 (昭和9年) - 前町・仲町（東西を走る中央の通り）・裏町（最北端の通り）の各一部を編入。

## 世帯数と人口
2021年（令和3年）12月31日現在の世帯数と人口は以下の通りである。
| 町丁   | 世帯数 | 人口 |
| ------ | ------ | ---- |
| 明石町 | 0世帯  | 0人  |

- 平成17年国勢調査（2005年10月1日現在）での世帯数2、人口2、うち男性2人、女性0人[5]。
- 1988年 (昭和63年) の世帯数6・人口6[4]
- 1960年 (昭和35年) の世帯数2・人口3[4]
- 1920年 (大正9年) の世帯数11・人口45[4]
- 1901年 (明治34年) の戸数10・人口49[4]

## 小・中学校の学区
市立小・中学校に通う場合、学区は以下の通りとなる。
| 番地 | 小学校               | 中学校                 |
| ---- | -------------------- | ---------------------- |
| 全域 | 神戸市立こうべ小学校 | 神戸市立神戸生田中学校 |

## 交通

### 鉄道
町内に鉄道駅はないが、旧居留地・大丸前駅（三宮町）が大丸神戸店地下2階と直結している。また、元町駅も徒歩圏内で、町内各施設の最寄り駅として案内される。

### 道路
- 西国街道
- メリケン波止場山本線
- 仲町線

## 施設
- 大丸神戸店